# I-7 (sous-marin)
Le sous-marin japonais I-7 est un sous-marin de la marine impériale japonaise de classe Junsen III (巡潜三型（伊七型）construit par l'Arsenal naval de Kure.
C'était un grand croiseur sous-marin qui est entré en service en 1935 et a servi pendant la Seconde Guerre mondiale. Il a soutenu l'attaque de Pearl Harbor, a effectué des patrouilles de lutte contre le trafic maritime dans l'océan Indien, a soutenu le raid dans l'océan Indien et a participé à la campagne de Guadalcanal et à la campagne des îles Aléoutiennes. Il a fait naufrage dans les îles Aléoutiennes après un long combat avec le destroyer USS Monaghan en juin 1943.

## Conception, construction et mise en service
Le I-7 était le premier de deux sous-marins de type Junsen III (ou "J3"). Après les quatre sous-marins de type Junsen I (I-1, I-2, I-3 et I-4), les Japonais avaient construit le I-5 comme un Junsen I modifié, introduisant une capacité d'aviation au type Junsen avec l'inclusion d'un hangar qui permettait au I-5 de transporter et d'utiliser un hydravion à flotteurs. Le I-6, seul sous-marin de type Junsen II, représentait l'étape suivante dans l'évolution de cette capacité d'aviation, car il disposait à la fois d'un hangar et d'une catapulte pour hydravion à flotteurs. Les Japonais ont conçu et équipé les prochains et derniers sous-marins de type Junsen, les I-7 et I-8 - les deux seuls sous-marins de type Junsen III - pour en faire des vaisseaux amiral d'escadron, dans lesquels ils ont cherché à combiner ce qu'ils considéraient comme les meilleures caractéristiques des premiers sous-marins de type Junsen avec celles des sous-marins de Classe Kaidai V. Comme le I-6 avant lui, les I-7 et I-8 disposaient d'un hangar et d'une catapulte pour hydravion à flotteurs. Ils étaient les derniers sous-marins japonais à disposer d'installations pour les avions derrière la tour de contrôle; tous les sous-marins japonais ultérieurs dotés de capacités aéronautiques avaient leurs hangars et leurs catapultes sur leurs ponts avant.
Construit par l'Arsenal naval de Kure, au Japon, le I-7 a été mis sur cale le 12 septembre 1934. Il a été lancé le 3 juillet 1935 et a été achevé et mis en service le 31 mars 1937.

## Historique des services

### Avant la Seconde Guerre mondiale
Lors de sa mise en service, le I-7 a été rattaché au district naval de Yokosuka. Il a été affecté au 2e escadron de sous-marins de la 6e flotte le 15 novembre 1940. Alors qu'il participait à des manœuvres dans la baie de Saeki le matin du 21 octobre 1941, il est entré en collision avec le sous-marin I-66. Les deux sous-marins ont subi de légers dommages.
Le 10 novembre 1941 - à cette époque, le I-7 servait dans la 6e Flotte en tant que navire amiral du 2e escadron de sous-marins et était affecté à la 8e division sous-marine avec les sous-marins I-4, I-5 et I-6 - le commandant de la 6e Flotte, le vice-amiral Mitsumi Shimizu, a réuni les commandants des flottes de sous-marins pour une réunion à bord de son navire amiral, le croiseur léger Katori, qui était ancré dans la baie de Saeki. Shimizu les a informés de l'attaque prochaine de Pearl Harbor, qui entraînera le Japon et les États-Unis dans la Seconde Guerre mondiale. Le 11 novembre 1941, le I-7 fut réaffecté à la Force sous-marine avancée.

Alors que la marine impériale japonaise commençait à se déployer le 16 novembre 1941 pour le conflit à venir dans le Pacifique, le I-7 embarqua à la fois le commandant du 2e escadron de sous-marins et un hydravion de reconnaissance Watanabe E9W1 (nom de code allié "Slim"). À 13 heures ce jour-là, les I-4, I-5, I-6 et I-7 s'embarquèrent de Yokosuka à destination des îles hawaïennes. Alors qu'il se trouvait à 300 milles nautiques (560 km) au nord d'Oahu, le I-7 reçut le 2 décembre 1941 le message "Montez le Mont Niitaka 1208" (en japonais : Niitakayama nobore 1208) de la Flotte Combinée, indiquant que la guerre avec les Alliés commencerait le 8 décembre 1941, heure du Japon, c'est-à-dire le 7 décembre 1941 de l'autre côté de la Ligne de changement de date à Hawaii.

### Seconde Guerre mondiale

#### Première patrouille de guerre
Le 7 décembre 1941, les sous-marins du 2e escadron de sous-marins ont pris des postes de patrouille à travers une partie de l'océan Pacifique, du nord-est au nord-ouest d'Oahu, avec le I-7 comme navire amiral. Les sous-marins avaient ordre de mener une reconnaissance dans la zone et d'attaquer tout navire qui se serait éloigné de Pearl Harbor pendant ou après l'attaque, qui s'est produite ce matin-là. Le 10 décembre 1941, Katori transmit un message du vice-amiral Shimizu au commandant de l'escadron ordonnant à l'hydravion du I-7 d'effectuer un vol de reconnaissance au-dessus de Pearl Harbor pour rendre compte des dommages infligés pendant l'attaque trois jours plus tôt et des progrès réalisés par les Américains dans les réparations. En conséquence, le I-7 lança son hydravion tôt le matin du 16 décembre 1941 depuis une position située à 26 milles nautiques (48 km) à l'ouest de Kailua-Kona sur l'île d'Hawaii. À 7h10, l'observateur de l'hydravions signala quatre cuirassés - dont un fortement endommagé - et un porte-avions à Pearl Harbor au large du mouillage d'East Loch ainsi que cinq croiseurs et 30 navires plus petits dont trois destroyers dans le port au sud de l'île Ford. L'hydravion est revenu vers le I-7 et a atterri à côté de lui à 9h45 et, après que ses deux hommes d'équipage aient abandonné l'avion et nagé jusqu'au sous-marin, le I-7 a sabordé l'avion, s'est immergé et a quitté la zone.
Le 17 décembre 1941, le I-7 reçut l'ordre de se rendre dans une zone d'opération au sud-ouest d'Oahu pour soutenir une ligne de balayage du 2e escadron de sous-marins. Détaché de cette mission le 21 décembre 1941, il se rendit dans une zone de patrouille au sud-est d'Oahu. Le 1er janvier 1942, à 120 milles nautiques (220 km) au sud-est d'Oahu, le I-7 aperçut un croiseur léger et deux destroyers qui se dirigeaient vers Pearl Harbor et leur lança deux torpilles, qu'ils ne réussirent pas à atteindre. Le 9 janvier 1942, le sous-marin I-18 signala qu'il avait aperçu le porte-avions Lexington au nord-est de l'île Johnston, et le I-7 se détourna de sa patrouille pour participer à la chasse au Lexington, mais ne le trouva pas. Il se dirigea ensuite vers Kwajalein, qu'il atteignit le 22 janvier 1942, puis reprit la route le 24 janvier 1942 en direction de Yokosuka, qu'il atteignit le 2 février 1942.

#### Seconde patrouille guerre
Pendant que le I-7 était à Yokosuka, le 2e escadron de sous-marins - composé des I-1, I-2, I-3, I-4, I-5, I-6 et I-7 - fut affecté à la Force d'invasion des Indes orientales néerlandaises dans la zone sud-est le 8 février 1942, opérant en tant que Groupe de sous-marins C, le I-7 étant désigné comme le vaisseau amiral du Groupe. Le I-7 quitta Yokosuka le 11 février 1942 en direction de Palaos, qu'il atteignit le 16 février, puis reprit la mer le 17 février 1942 pour les Indes orientales néerlandaises. Le 21 février 1942, il arriva à Staring Bay, dans la péninsule sud-est de Célèbes, juste au sud-est de Kendari et, le 23 février 1942 à 6 heures, heure locale, il commença sa deuxième patrouille de guerre avec le commandant du Groupe sous-marin C embarqué, en direction d'une zone de patrouille dans l'océan Indien, au sud de Java. Les I-4, I-5, I-6 et I-7 ont formé une ligne de balayage de 400 milles marins (740 km) au sud de Java pour interdire la navigation alliée entre Java et l'Australie, après quoi le Groupe de sous-marins C a patrouillé au sud des îles Cocos (anciennement îles Keeling).
Le 2 mars 1942 à 12h30, le I-7 était en opération dans l'océan Indien à 150 milles nautiques (280 km) au sud-ouest des îles Cocos quand un avion porteur japonais non identifié l'a attaqué par erreur. A 10 heures le 4 mars 1942, il a fait surface dans l'océan Indien à 250 milles nautiques (460 km) au nord-ouest des îles Cocos et a ouvert le feu avec ses canons de pont sur le navire à moteur néerlandais Merkus de 865 tonneaux, un navire marchand qui faisait un voyage de Tjilatjap à Java, à Colombo de Ceylan, avec une cargaison de caoutchouc. L'équipage du Merkus a abandonné le navire sans perte de vie, après quoi le I-7 a coulé le navire sous les tirs d'un canon à la position géographique de 8° 40′ S, 94° 30′ E. Il a conclu sa patrouille par son arrivée à Penang, en Malaisie britannique occupée par les Japonais, le 8 mars 1942.

#### Raid dans l'océan Indien
Des ordres sont arrivés du quartier général de la Flotte Combinée pour tous les sous-marins du 2e escadron de sous-marins, à l'exception du I-1, pour mener des opérations de reconnaissance le long des côtes de Ceylan et de la côte ouest de l'Inde en préparation de l'Opération C, le prochain raid dans l'Océan Indien par les porte-avions de laFlotte de la Force Mobile Combinée. En conséquence, le I-7 a quitté Penang à 16 heures, heure locale, le 28 mars 1942, avec à son bord un hydravion à flotteurs Watanabe E9W1 (nom de code allié "Slim"). Il a été chargé d'utiliser l'avion pour effectuer une reconnaissance de Colombo et Trincomalee sur l'île de Ceylan, le 3 avril 1942, deux jours avant les frappes aériennes prévues des porte-avions japonais dans cette ville.
Le 1er avril 1942, à 5h17, un hydravion Consolidated PBY Catalina de la Royal Air Force, probablement du 201e escadron, attaqua le I-7 alors qu'il se trouvait en surface dans l'océan Indien, à 180 milles nautiques (330 km) au sud-est de Ceylan. Le Catalina lâcha deux bombes qui atterrirent tout près à bord, mais le I-7 ne subit aucun dommage. Quatre heures plus tard, il a rencontré plusieurs petits patrouilleurs alliés dans la même zone, et son commandant a décidé d'annuler le vol de reconnaissance prévu pour le 3 avril en raison de l'activité ennemie dans la zone de lancement. À la place, le I-7 a fourni des rapports météorologiques à la Force mobile qui approchait.
Le 3 avril 1942, à 3h40, le I-7 attaqua le Glenshiel, navire britannique de 9 415 tonneaux, dans l'océan Indien, à 300 milles nautiques (560 km) à l'est des îles Maldives. Le I-7 a tiré deux torpilles Type 89 sur le Glenshiel, qui faisait route de Bombay en Inde à Fremantle en Australie, transportant 12 passagers et 1 000 tonnes de marchandises diverses. Une torpille a touché le Glenshiel sur son côté bâbord, et il a commencé à s'enfoncer par l'arrière. Après avoir attendu que les canots de sauvetage aient dégagé le navire, le I-7 a tiré deux autres torpilles, dont l'une a touché le navire. Il a ensuite fait surface et a ouvert le feu sur le navire avec ses canons de pont, faisant 20 impacts d'obus avant que le Glenshiel en feu ne coule par l'arrière à la position géographique de 0° 48′ S, 78° 33′ E.
Réaffecté à la Force avancée le 10 avril 1942, le I-7 est arrivé à Singapour avec le I-3 le 15 avril 1942. Il a repris la route le 21 avril 1942 et est arrivé à Yokosuka le 1er mai 1942 pour y subir des réparations.

#### Troisième patrouille de guerre
Alors que le I-7 était à Yokosuka, la campagne des îles Aléoutiennes commença les 3 et 4 juin 1942 par un raid aérien japonais sur le port de Dutch Harbor, en Alaska, suivi rapidement par l'occupation japonaise sans opposition des îles Aléoutiennes d'Attu le 5 juin et de Kiska le 7 juin 1942. Le 10 juin 1942, les I-1, I-2, I-3, I-4, I-5, I-6 et I-7 furent réaffectés à la Force de la zone Nord pour servir dans les Aléoutiennes, et le 11 juin 1942, le I-7 se mit en route vers les eaux des Aléoutiennes pour commencer sa troisième patrouille de guerre. Le 14 juillet 1942, il se trouvait dans le golfe d'Alaska lorsqu'il torpilla le USAT Arcata, un navire de transport de l'armée américaine de 2 722 tonnes, qui faisait route de Bethel (Alaska) à Seattle (Washington),, puis il attaqua le Arcata à coups d'obus, son équipage de ses canons ayant du mal à faire preuve de précision dans une mer agitée. Après qu'un des obus du I-7 ait touché le pont du Arcata, ses passagers et son équipage ont abandonné le navire. Sept membres de l'équipage du Arcata ont été tués. Selon les registres japonais, le I-7 a cessé le feu lorsqu'il a repéré des radeaux de sauvetage dans l'eau,, tandis que les survivants du Arcata ont rapporté que le I-7 a mitraillé les radeaux de sauvetage, tuant un membre de l'équipage. Le Arcata a coulé à la position géographique de 53° 41′ N, 157° 45′ O.
Le I-7 a été affecté à la Force avancée le 20 juillet 1942. Sa patrouille s'est terminée avec son arrivée le 1er août 1942 à Yokosuka, où il a commencé une révision.

#### Quatrième patrouille de guerre
Pendant le séjour du I-7 à Yokosuka, la campagne de Guadalcanal commença le 7 août 1942 avec des débarquements amphibies américains sur Guadalcanal, Tulagi, les îles Florida, Gavutu et Tanambogo dans le sud-est des îles Salomon. Le 20 août 1942, le 2e escadron de sous-marins fut dissous et le I-7 fut directement affecté au quartier général de la 6e flotte. Il fut de nouveau réaffecté, à la 7e division sous-marine, le 31 août 1942. Avec le commandant de la 7e division sous-marine et un hydravion Watanabe E9W1 (nom de code allié "Slim") embarqué, il quitta Yokosuka le 8 septembre 1942 à destination de Truk, qu'il atteignit le 15 septembre 1942. A son arrivée, il est affecté à la 1re unité de piquet et, avec le commandant de la 7e division sous-marine toujours à bord, il reprend la route le 19 septembre 1942 pour entamer sa quatrième patrouille de guerre, avec une ligne de patrouille au sud-est de San Cristobal dans les îles Salomon.
Le 10 octobre 1942, le I-7 a été détourné de sa patrouille pour effectuer une reconnaissance d'Espiritu Santo avant un raid prévu là-bas par une unité spéciale de débarquement mise à terre par le I-1. Le 13 octobre 1942, son hydravion a effectué un vol de reconnaissance au-dessus d'Espiritu Santo, signalant deux croiseurs légers, sept transports, plusieurs petits navires et des hydravions au large de la côte sud de l'île. Avant le lever du soleil, le 23 octobre 1942, il a de nouveau bombardé l'île, mais n'a tiré que six coups avant que l'artillerie côtière ne l'oblige à plonger dans l'eau.
Le 24 octobre 1942, le I-7 reçut l'ordre de retourner rejoindre le Groupe de patrouille "A" au sud-est de Guadalcanal, mais le 31 octobre 1942, il reçut à nouveau l'ordre de lancer un vol de reconnaissance au-dessus d'Espiritu Santo. Après que le sous-marin I-9, transportant un hydravion à flotteurs Yokosuka E14Y1 (nom de code allié "Glen"), l'ait relevé au large d'Espiritu Santo, le I-7 reçut l'ordre, le 9 novembre 1942, de faire une reconnaissance de Ndeni et Vanikoro dans les îles Santa Cruz. Il effectua une reconnaissance périscopique de Ndeni le 10 novembre 1942, sans rien trouver d'important, et son hydravion effectua un vol de reconnaissance au-dessus de Vanikoro le 11 novembre 1942. Il se dirigea ensuite vers Truk, qu'il atteignit le 18 novembre 1942.
Le I-7 a quitté Truk le 24 novembre 1942. Le 1er décembre 1942, il est arrivé à Yokosuka pour un séjour prolongé.

#### Campagne des îles Aléoutiennes
Le 1er avril 1943, la 7e division sous-marine est réaffectée à la 5e Flotte pour servir dans le Pacifique Nord. Chargé d'acheminer des vivres et des renforts aux garnisons japonaises isolées d'Attu et de Kiska dans les îles Aléoutiennes, le I-7 quitte Yokosuka le 21 avril 1943 avec une cargaison de vivres et de munitions à destination de Kiska. Il fit escale à Kiska le 1er mai 1943, déchargea sa cargaison et fit route le même jour vers Attu, qu'il atteignit le 4 mai 1943. Quittant Attu le même jour, il fit une brève escale à Paramushir dans les îles Kouriles le 8 mai 1943, puis se dirigea vers Yokosuka, où il arriva le 12 mai 1943. Au cours de son voyage, les forces américaines débarquèrent sur Attu le 11 mai 1943, débutant la bataille d'Attu.
Le commandant de la 7e division sous-marine étant embarqué, le I-7 quitta Yokosuka le 18 mai 1943 à la fois pour transporter des fournitures aux forces japonaises combattant sur Attu et pour effectuer sa cinquième patrouille de guerre. Lorsqu'il arriva dans la région d'Attu le 21 mai 1943, la situation s'était détériorée au point que le quartier général impérial japonais décida d'abandonner la garnison d'Attu - que les forces américaines finirent par anéantir, sécurisant l'île le 30 mai 1943 - et d'évacuer la garnison isolée de Kiska par sous-marin, l'évacuation devant commencer le 26 mai 1943. Le 24 mai 1943, le I-7 quitte sa zone de patrouille au large d'Attu pour se diriger vers Kiska, et il reçoit des ordres le 25 mai 1943 confirmant cette décision. Arrivé au large de Kiska le 26 mai 1943, il trouva le port sous attaque aérienne, attendit en mer jusqu'à 22h30, puis entra dans le port et déchargea une cargaison de six tonnes de nourriture, de munitions de calibre de 13,2 mm, 8 mm et 7,7 mm, et d'une balise radio. Après avoir embarqué 60 passagers pour la plupart malades et blessés - 49 membres de la marine, sept membres de l'armée impériale japonaise et quatre travailleurs paramilitaires - ainsi que 28 boîtes contenant les restes incinérés de soldats et quatre tonnes de cartouches d'obus usagées, il reprit la mer à 1h00 le 27 mai 1943 et se dirigea vers Paramushir, où il arriva le 1er juin 1943. Le pétrolier Teiyō Le Maru a ravitaillé le I-7 et les sous-marins I-21, I-155, I-156 et I-157 le 2 juin 1943.
Le 4 juin 1943, le I-7 s'est mis en route de Paramushir pour une nouvelle traversée de ravitaillement vers Kiska. Le 8 juin 1943, il y a fait escale avec le sous-marin I-34, a déchargé neuf tonnes de munitions et 15 tonnes de nourriture, a embarqué 101 passagers - 42 membres de la marine, 18 membres de l'armée et 41 travailleurs paramilitaires - et a commencé son retour à Paramushir , qu'il a atteint le 13 juin 1943.
Le I-7 embarque à nouveau le commandant de la 7e division sous-marine pour son prochain ravitaillement, quittant Paramushir à 16h00 le 15 juin 1943. Alors qu'il était en mer le 17 juin, le commandant du 1er escadron de sous-marins a émis une directive ordonnant au I-7, au I-34 et aux sous-marins I-36 et I-169 de suspendre leur ravitaillement vers Kiska et d'attendre d'autres ordres en raison de l'échouement le 16 juin 1943 du I-157 et des récentes attaques de sous-marins japonais dans les Aléoutiennes par des destroyers américains équipés de radars. Le 1er escadron de sous-marins a ordonné au I-2, au I-157 et au sous-marin I-175 de déterminer l'emplacement des navires américains.
Sous la pression du commandement supérieur pour poursuivre le ravitaillement et l'évacuation de Kiska, le 1er escadron de sous-marins est revenu sur sa décision le 18 juin 1943 et a ordonné la reprise des parcours de ravitaillement des sous-marins. Le 19 juin 1943, le I-7 est arrivé au large de Kiska, mais a trouvé l'anse Gertrude dans la baie de Vega enveloppée d'un épais brouillard.

#### Perte
Le 20 juin 1943, à 19 heures, dans un épais brouillard, le I-7 a fait surface au large de Kiska à environ 1 mille nautique (1,9 km) au sud de la baie de Vega et a commencé à tenter de pénétrer dans le mouillage de l'anse Gertrude. Le destroyer USS Monaghan, patrouillant à 2 milles nautiques (3,7 km) au large de Bukhti Point, a détecté le I-7 au radar à une distance de 12 800 m et a commencé à se rapprocher. Le I-7 n'avait pas de radar et ignorait que le Monaghan était à proximité jusqu'à 19h20, lorsque son opérateur sonore a signalé avoir entendu des bruits d'hélice à tribord, et que le I-7 a commencé à se préparer à plonger. À 19h30, le Monaghan a ouvert le feu au radar à 1 mille nautique (1,9 km) au sud du mouillage, à une distance de 1 800 mètres. Pris par surprise, le I-7 s'est préparé à plonger en catastrophe lorsque son équipage a entendu le premier tir du Monaghan, mais deux obus de 5 pouces (127 mm) ont immédiatement touché le côté tribord de la tour de contrôle du I-7, la transperçant et tuant le commandant de la division sous-marine, le commandant du I-7, l'officier de navigation et le timonier, ainsi que deux des sous-officiers du I-7. L'officier des communications du I-7 a été blessé,.
L'officier torpilleur du I-7 a pris le commandement. Il a ordonné à l'I-7 de rester à la surface, de tenir ses canons et de riposter. Le I-7 a tiré trente coups de 140 millimètres (5,5 pouces) de ses canons de pont et 250 coups de ses mitrailleuses. Son équipage avait laissé ses ballasts arrière ouverts par erreur, ce qui a provoqué l'inondation, lui a fait prendre une forte gîte et l'a rendu lourd à l'arrière,. Vers 19h45, il s'est échoué à Bukhti Point. Pendant ce temps, une péniche de débarquement japonaise de classe Daihatsu, envoyée pour décharger la cargaison du I-7, arrivait dans la zone et essayait de contacter le I-7 dans l'épais brouillard au moyen d'un feu de signalisation, mais elle a essuyé des tirs de mitrailleuses en provenance du Monaghan et s'est retirée.
À l'aide d'un émetteur portable, le I-7 a contacté les forces japonaises à terre sur Kiska à 02h00 le 21 juin 1943. Deux Daihatsu sont arrivés de l'anse Gertrude avec du matériel de soudage, que l'équipage du I-7 a utilisé pour boucher le trou dans sa tour de contrôle. Le Daihatsu a également pris à bord une partie de la cargaison du I-7 pour la livrer à terre. En tant que commandant par intérim, l'officier torpilleur convoqua une réunion des officiers survivants, qui décidèrent de faire une course à grande vitesse en surface jusqu'à Yokosuka, avec un arrêt possible à Paramushir. Les réparations étant terminées à 18h45, le I-7 entra dans la baie de Gertrude à 19h00, déchargea le reste de sa cargaison et les corps des membres du personnel décédés et embarqua de nouveaux livres de codes. Il prit la mer à minuit les 21 et 22 juin 1943.
Le Monaghan patrouillait dans un épais brouillard au sud de Kiska lorsqu'il a de nouveau détecté le I-7 sur le radar à une distance de 12 800 m à 00h35 le 22 juin 1943. Il a fermé le champ de tir et à 01h30 a ouvert le feu dirigé par le radar alors que le I-7 se trouvait à environ 10 milles nautiques (19 km) au sud de la baie de Vega. Prenant de nouveau le I-7 par surprise, le Monaghan a marqué plusieurs coups, notamment sur le côté bâbord de la tour de contrôle du I-7, sur son pavois de canon de pont et dans ses ballasts arrière, tuant son officier du génie et blessant gravement son commandant en second. Ses vigies ont signalé par erreur qu'il était sous le feu de trois directions différentes de trois navires différents. L'officier artilleur du I-7, un lieutenant de rang inférieur, a pris le commandement et a ordonné à son équipage de riposter avec ses canons de pont et ses mitrailleuses, et les vigies du I-7 ont signalé avoir vu un feu sur l'un des trois navires qu'ils pensaient avoir aperçu.Le Monaghan a cessé le feu après 10 minutes.
Le Monaghan a repris le feu à 02h10, illuminant cette fois le I-7 avec des obus éclairants. Vers 02h18, il a marqué un coup qui a désactivé le moteur de direction du I-7, et le I-7 a entamé un large virage à bâbord en direction de Kiska. Un autre coup a fait exploser les munitions prêtes à l'emploi des canons de pont, ce qui a déclenché un petit incendie. Les prises d'air des moteurs diesel du I-7 ont aspiré les flammes du feu, menaçant d'enflammer la cuisine et la tête avant. Deux autres coups ont percé le caisson du pont arrière côté bâbord, provoquant un envahissement qui a fait prendre au sous-marin une gîte de 30 degrés,. L'équipage du I-7 a subi de lourdes pertes, et à 02h30, le commandant en second du I-7 lui a ordonné de retourner à Kiska,. Le Monaghan a rapidement interrompu sa poursuite du I-7 pour éviter le danger d'échouage au large de Kiska.
L'équipage du I-7 avait tiré soixante-dix obus de 140 millimètres (5,5 pouces) et environ 2 000 cartouches de ses mitrailleuses pendant sa bataille avec le Monaghan. En danger de couler, il a signalé ses dégâts et l'heure estimée de son arrivée aux forces japonaises sur Kiska à 03h10. A 03h15, il s'est échoué sur les Twin Rocks au large de Vega Bay à la position géographique de 51° 49′ N, 177° 20′ E. Il a coulé rapidement par l'arrière, emprisonnant un certain nombre d'hommes à l'intérieur, et s'est immobilisé avec les 15 m de sa coque hors de l'eau. Il a perdu 87 officiers et hommes tués au combat avec le Monaghan ou lorsqu'il a coulé après s'être échoué. Un Daihatsu est arrivé à 6h30 et a enlevé ses 43 survivants.
Le 23 juin 1943, un Daihatsu est arrivé sur les lieux, et des plongeurs de ce navire ont tenté de récupérer les livres de codes à bord du I-7 lorsqu'il a coulé. Les membres d'équipage survivants avaient vu pour la dernière fois un sac contenant les livres de codes et d'autres documents secrets suspendu à une échelle au niveau du numéro 3 après l'écoutille d'accès, mais les plongeurs n'ont pas réussi à localiser les livres. Le Daihatsu a ensuite utilisé des charges de démolition pour saborder la section avant du I-7.
Le I-7 a été rayé de la liste de la marine le 20 août 1943.

## Conséquences
Les Japonais ont achevé l'évacuation de Kiska le 28 juillet 1943, et le 15 août 1943, les Alliés ont envahi l'île non défendue dans le cadre de l'opération Cottage. Le 26 août 1943, le remorqueur USS Ute de la flotte de la marine américaine est arrivé pour enquêter sur l'épave du I-7. Ses plongeurs ont trouvé l'épave du I-7 gisant sur son côté bâbord par 18 m de fond. Bien que la tour de contrôle ait été endommagée, le numéro "I-7" était visible sur une bâche du côté de la tour de contrôle.
Le 7 septembre 1943, le navire de sauvetage sous-marin USS Florikan de la marine américaine est arrivé et a commencé des opérations de plongée sur l'épave qui ont duré un mois. Lorsque les opérations se sont terminées en octobre 1943, sept plongeurs avaient pénétré dans l'épave du I-7 et en avaient récupéré de précieux documents de renseignement.

## Source
- (en) Cet article est partiellement ou en totalité issu de l’article de Wikipédia en anglais intitulé « Japanese submarine I-7 » (voir la liste des auteurs).